# 賀國光
賀国光（1885年11月30日—1969年4月21日），字元靖，湖北省武昌府蒲圻县人，中華民国军事将领、政治人物。他为创建抗日战争时期四川省的战争体制作出了贡献。

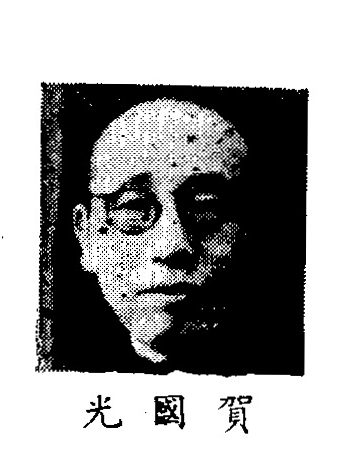
賀國光

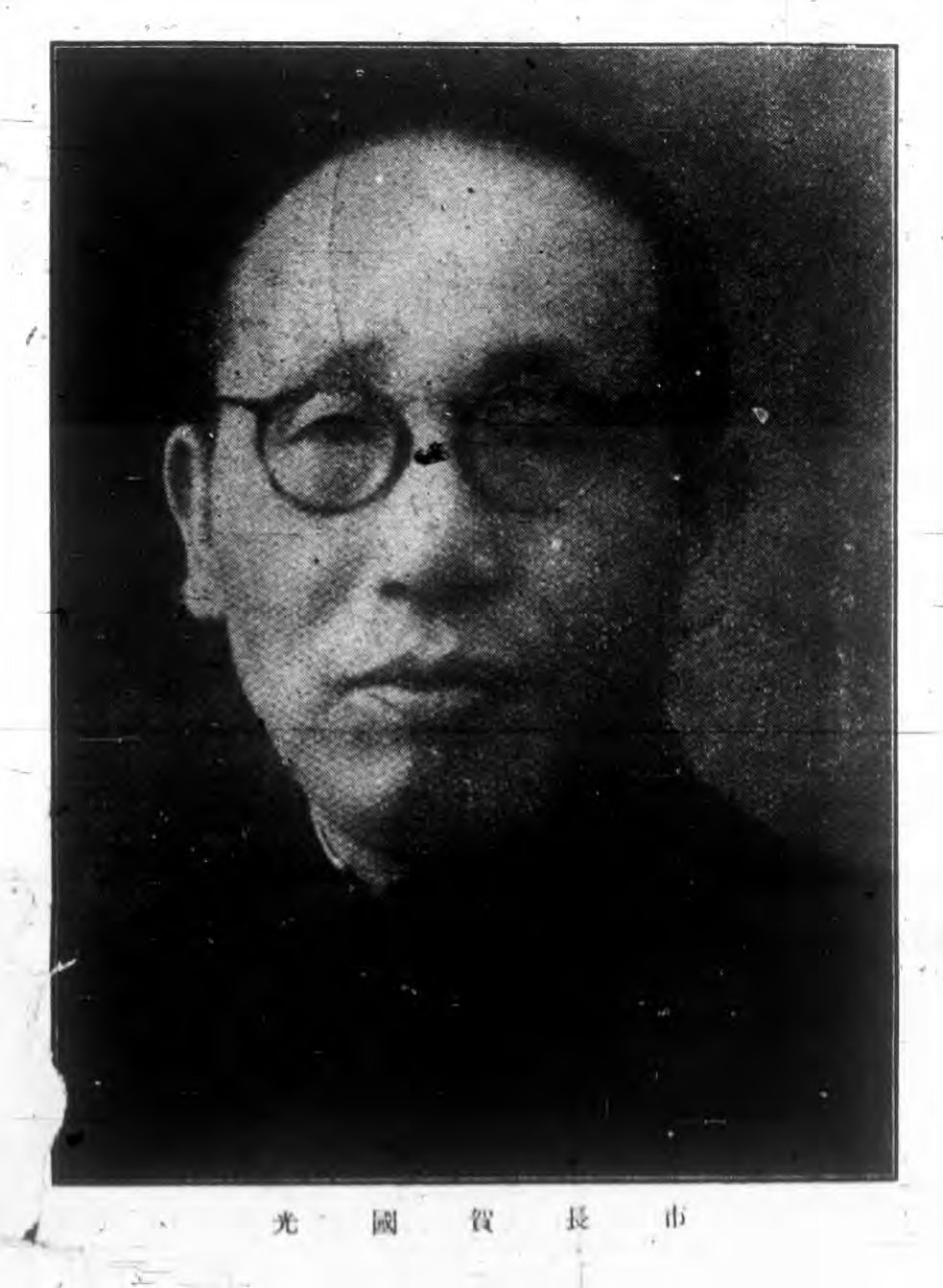
重慶市市長賀國光

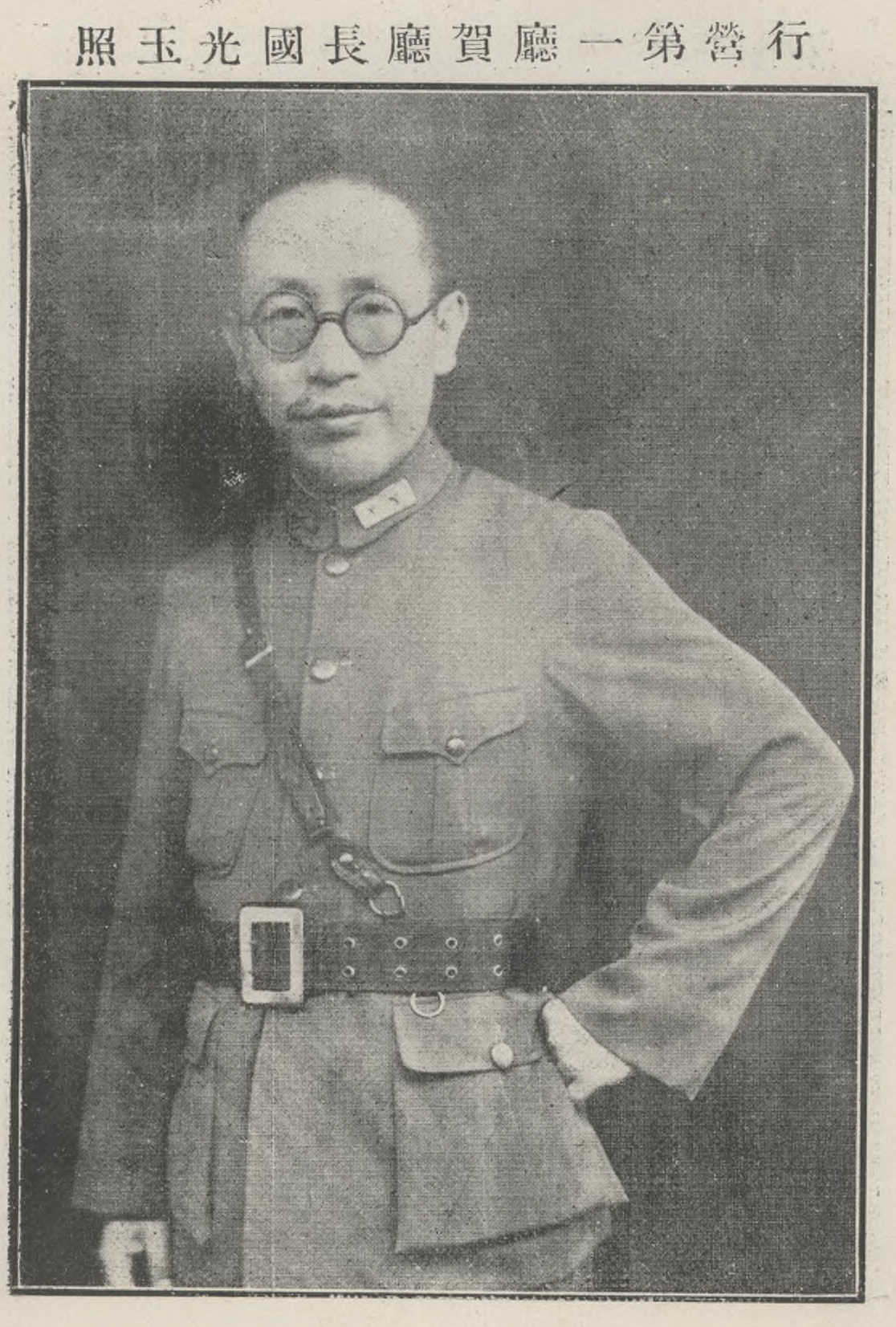
賀國光

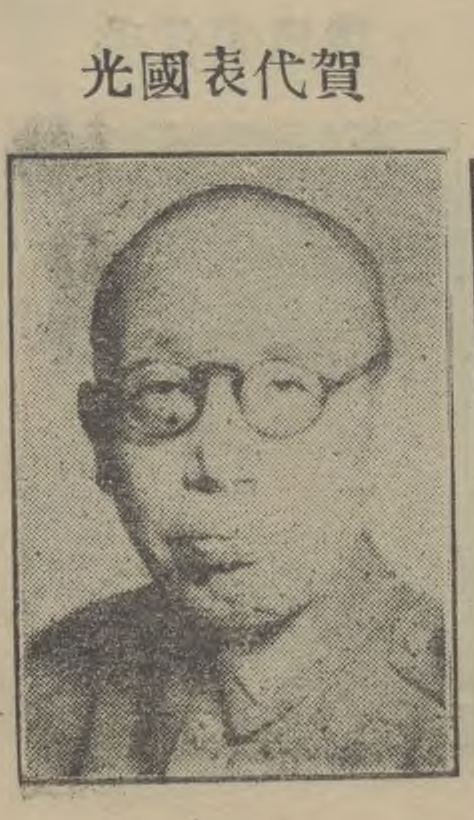
賀國光

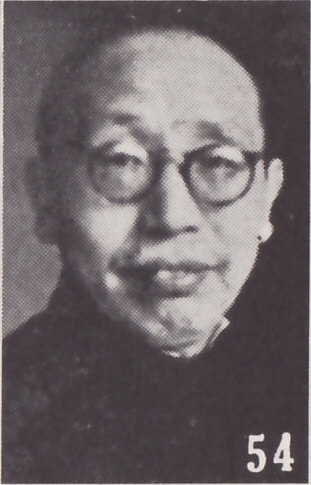

## 生平

### 從直到国民革命軍
賀国光早年学习旧学，19歳時赴四川省入陸軍速成学校，升入高級班。毕业後参加四川新軍。武昌起義发生后，他归乡参加革命派的鄂軍。1913年（民国2年），他入陸軍大学第4期正則班，1916年（民国5年）12月毕业回到湖北省，投北京政府方面的鄂軍。此後，他顺利昇進，1925年（民国14年）冬，成为直系吴佩孚手下的陸軍第15軍軍長兼開封警備司令。
1926年（民国15年）秋，国民革命軍进军武漢，賀国光易幟转投唐生智的国民革命軍。此后，他任新編第4軍軍長。1927年（民国16年）秋，他任国民政府軍事委員会陸軍处处長兼武漢衛戌副司令。转赴南京后，任軍事委員会高級参謀。1928年（民国17年）8月，任軍事委員会办公厅主任。同年11月，任国民政府訓練总監部步兵監。以後，他历任建設委員会委員、国軍編遣委員会遣置局局長、国民革命軍总司令部参謀長、武漢行营参謀長兼第1縦隊司令、湖北省政府委員。
1929年（民国18年）冬，他出任第1路軍总指揮部参謀長。翌年中原大战爆发，他兼任命令传达所所長，12月转任南昌行营参謀長兼作战厅厅長。1931年（民国20年）12月，任訓練総監部副監兼首都警備副司令。1932年（民国21年）4月，任軍事委員会第3厅副厅長兼贛粤閩湘四省剿匪总部参謀長，从事讨伐中国工农紅軍的工作。1934年（民国23年）2月，转任軍事委員会第2厅副厅長。

### 四川省任职
同年12月，賀国光任委員長参謀团主任，入四川省。此后，他负责指导四川省及西康地方的軍事及政治工作。1935年（民国24年）4月，他获授陸軍中将之位。10月，他任重慶行营参謀長兼第1厅厅長兼川康軍事整理委員会秘書長。1937年3月，任国民政府軍事委員会委員長重慶行营副主任（代理主任）。
抗日战争爆发後，賀国光在四川省整备组织抗日体制。1939年（民国28年）1月，他转任成都行营代理主任，5月兼任重慶市市長。9月，任四川省政府委員兼秘書長，代表兼任省政府主席的蒋介石负责四川省的政務。1941年（民国30年）1月，改任軍事委員会憲兵司令部司令以及軍事委員会軍法執行副監。1944年（民国33年）3月，任軍事委員会办公厅主任。
抗日战争结束后的1946年（民国35年）2月23日，國民政府令：軍事委員會辦公廳主任賀國光另有任用，應免本職，特任為軍事委員會委員長西昌行營主任；特任朱紹良為軍事委員會副參謀總長兼軍事委員會辦公廳主任:7993。9月，任重慶行轅副主任兼西昌警備司令兼川康黔边区边務設計委員会主任委員。1947年1月，西康省發生空前激烈之民變，有組織之民兵超過10萬人，有槍支4萬餘，已佔領縣城四座，西康保安團6個團前往鎮壓，反被包圍，重慶行轅已派3個旅前往清剿；1月14日，行轅副主任兼西康警備司令賀國光乘軍用飛機離開南京經漢口、重慶，飛往西康:8266。
1948年（民国37年）8月，重慶行轅改組为重慶綏靖公署，他继续任副主任。1949年（民国38年）秋，任西南軍政長官公署副長官。其间，他兼任西昌警備司令，受蒋介石委托监视西康省政府主席劉文輝。

### 第二次国共内战
同年12月7日，西昌警備司令部着改為西昌警備總司令部，並派賀國光為西昌警備總司令。劉文輝等人发动彭县起义，归顺中華人民共和国。12月16日，任命賀國光為西康省政府委員兼主席。賀国光以西昌为据点同中国人民解放軍抗衡。但大势已决，1950年3月中国人民解放军占领西昌后，贺国光经海口往台湾。在台湾，他任总統府国策顧問。1969年4月21日，他在台北市因脑溢血病逝。享年85岁（满83岁）。

## 著作
- 『八十自述』